# Église Saint-Blaise d'Esclottes
Pour les articles homonymes, voir Église Saint-Blaise.
L'église Saint-Blaise est une église catholique située dans la commune d'Esclottes, dans le département de Lot-et-Garonne, en France.

## Description
C'est une église romane à clocher-mur.

## Historique
Construit au XIIIe siècle, l'édifice est inscrit au titre des monuments historiques par arrêté du 30 décembre 1925.

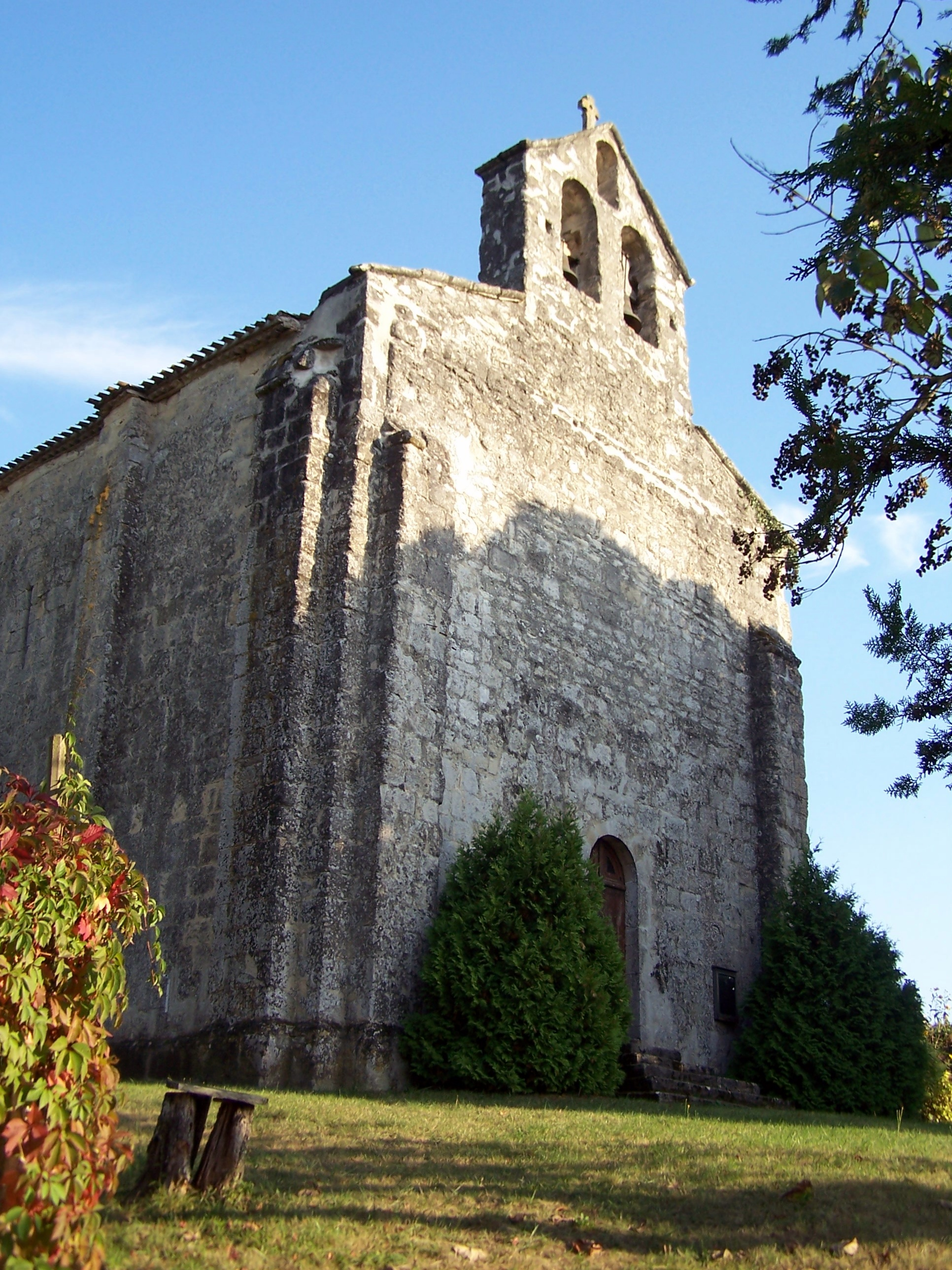
Vue nord-ouest (sept. 2012)
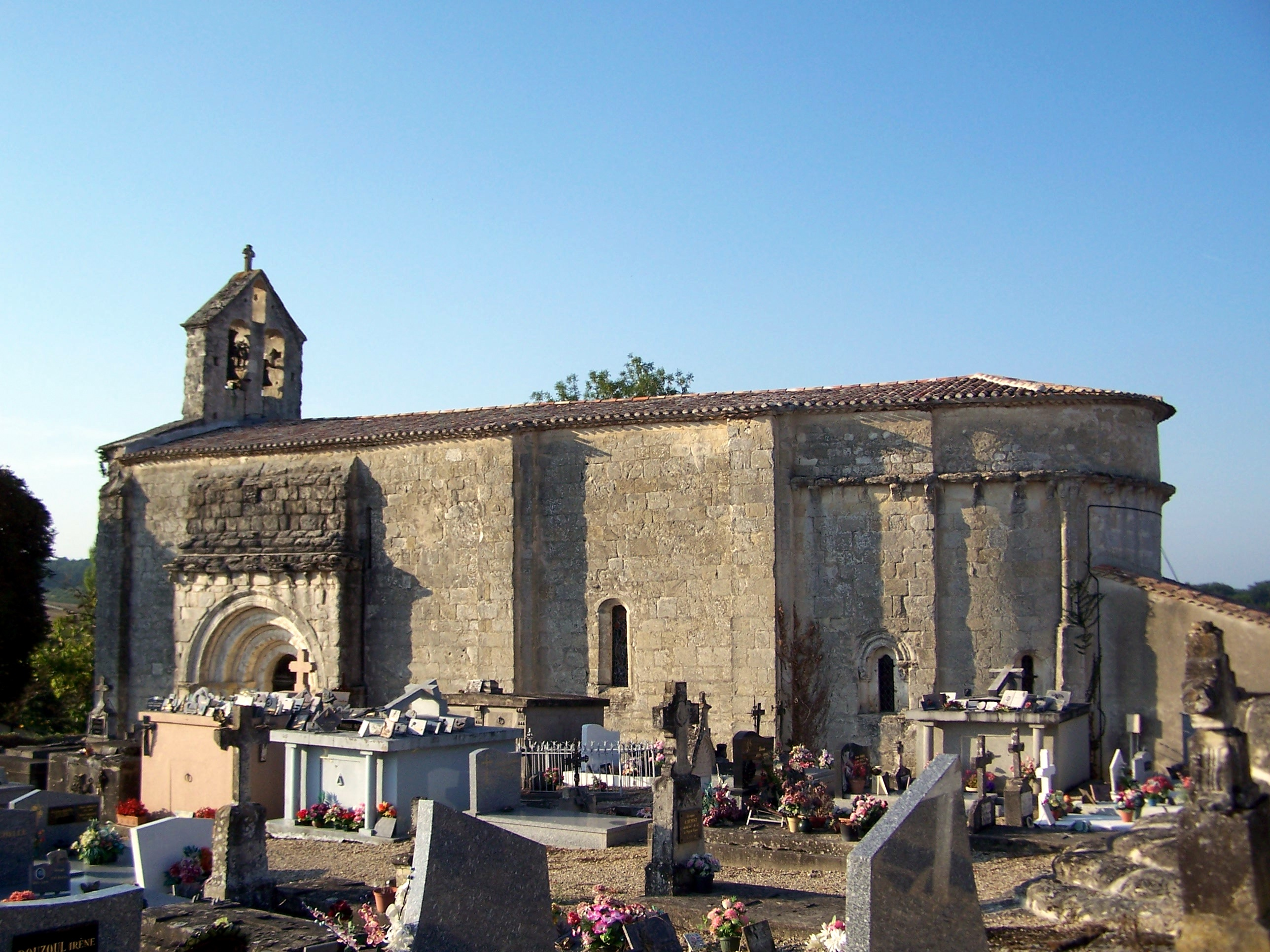
Façade sud (sept. 2012)
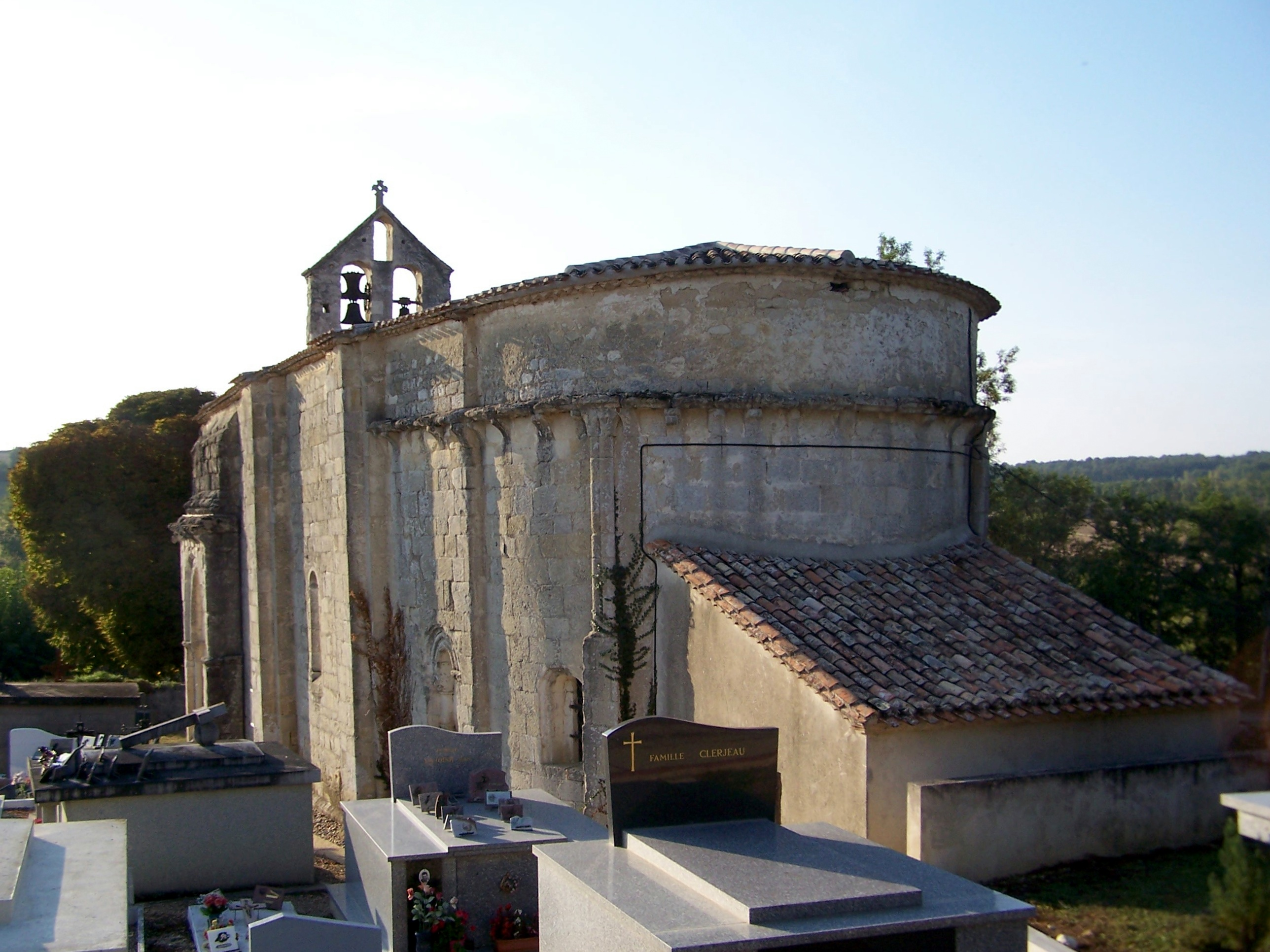
Le chevet (sept. 2012)
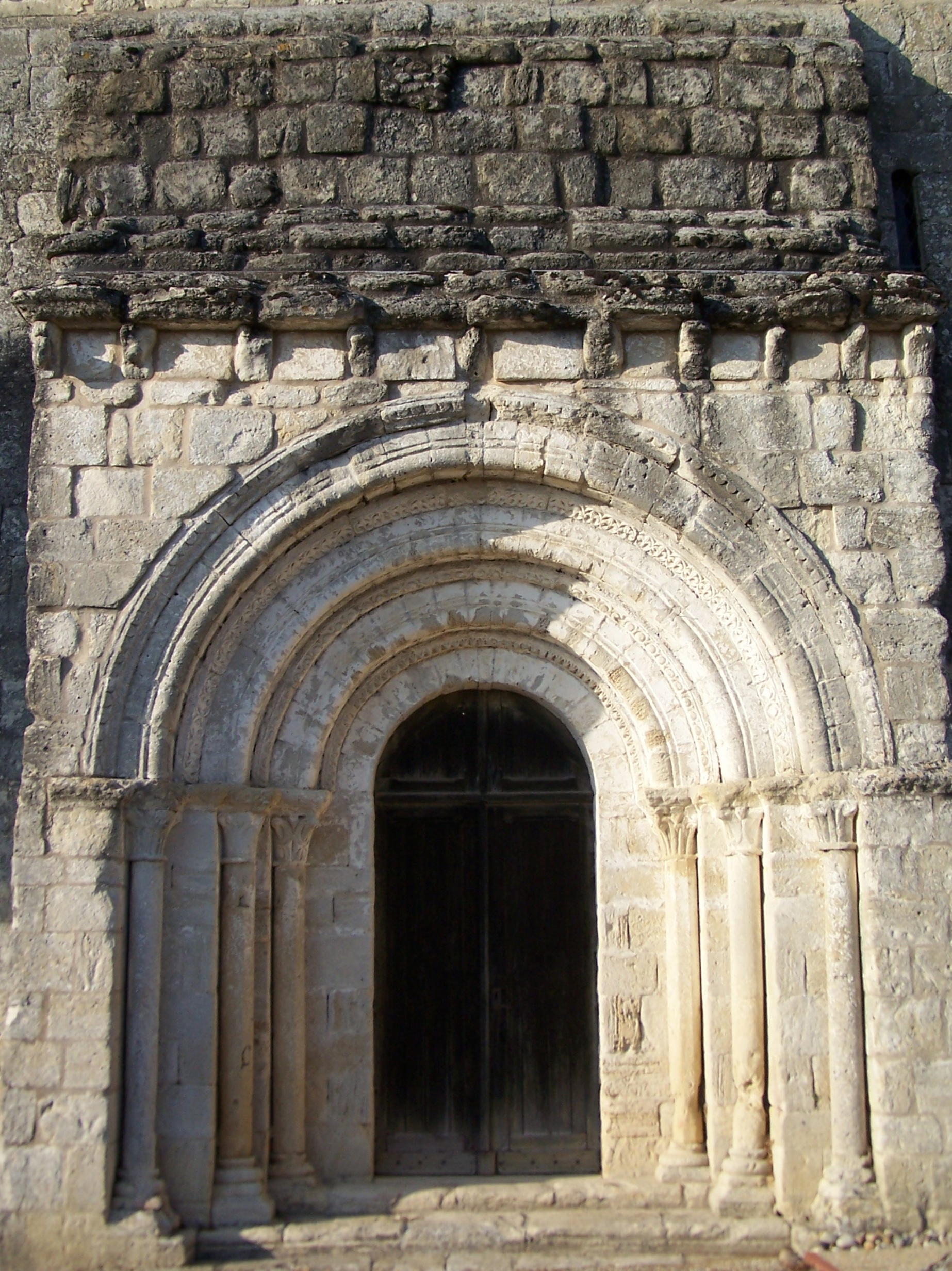
Le portail en façade sud (sept. 2012)
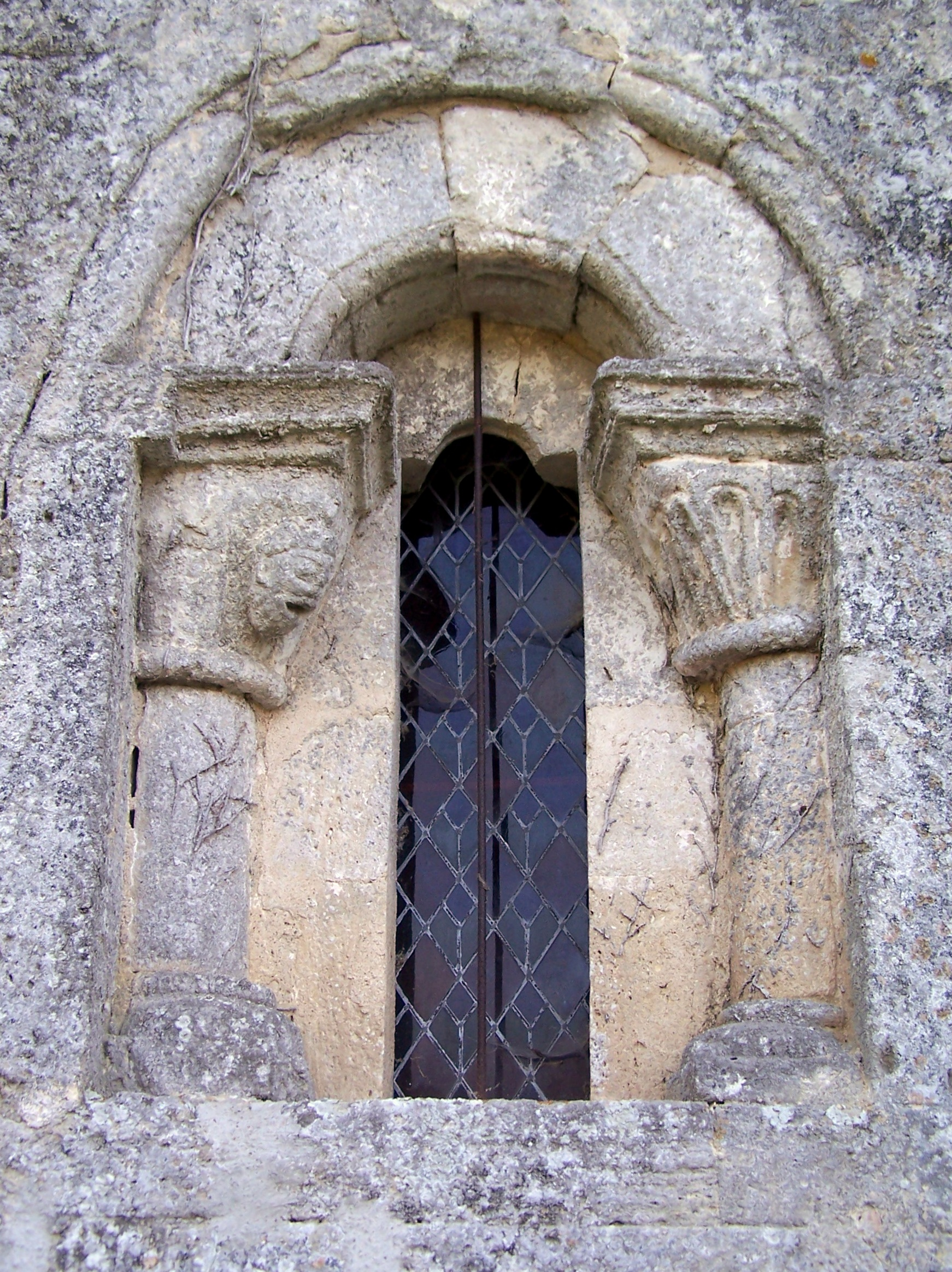
Un vitrail en façade nord (sept. 2012)